# The Road Goes Ever On
The Road Goes Ever On è un ciclo di canzoni pubblicato sia come libro di partiture che come disco, in cui le musiche sono state scritte dal compositore Donald Swann, il quale ha messo in musica testi presi da diverse opere dello scrittore britannico J. R. R. Tolkien ambientate nella Terra di Mezzo, in modo particolare Il Signore degli Anelli.
Il titolo dell'opera è preso da quello della prima canzone della collezione, The Road Goes Ever On, appunto, che dà quindi inizio al ciclo.
La prima edizione sotto forma di libro di partiture ha visto la luce nel 1967 e comprendeva anche due commenti scritti da Tolkien circa due poesie scritte in lingua elfica in esso contenute: Namárië e A Elbereth Gilthoniel. L'uscita del libro è stata poi seguita, lo stesso anno, da quella del 33 giri Poems and Songs of Middle Earth, che contiene l'interpretazione completa del ciclo di canzoni da parte di Swann e del baritono William Elvin. Negli anni, The Road Goes Ever On è stato oggetto di due riedizioni, una nel 1978 e una nel 1993, entrambe comprendenti una canzone supplementare.

## Storia

### Origini e prima edizione
L'8 marzo 1965, il compositore britannico Donald Swann scrisse una lettera alla casa editrice di Tolkien, la Allen & Unwin, chiedendo un parere circa la musica che aveva scritto alcuni mesi prima, durante un soggiorno a Ramallah, per accompagnare sei poesie presenti ne Il Signore degli Anelli, nonché il permesso per utilizzare tali componimenti come soggetto; le poesie in questione erano: Il canto della Strada (tre strofe) (Three verses from the Old Walking Song, conosciuta anche come The Road Goes Ever On), Il Canto dell'Esploratore (The Explorer's Song), La canzone di Bilbo (I Sit Beside the Fire and Think), I ricordi di Barbalbero (Treebeard's Memories), Il canto di Bregalad (Bregalad's Song) e Sam nella torre gli orchi (Sam's Song in the Orc-tower).

Né l'autore, né gli editori sollevarono alcuna obiezione, e così, il 30 maggio, Swann e sua moglie fecero visita a Tolkien a Oxford. Prima della visita, il compositore aveva scartato il suo adattamento de Il canto di Bregalad, considerandolo troppo simile al Didone ed Enea di Henry Purcell e lo aveva sostituito con l'adattamento musicale della poesia in quenya Namárië. Durante l'incontro con Tolkien, Swann eseguì le proprie composizioni al cospetto dello scrittore, il quale apprezzò tutte le canzoni salvo il risultato dell'adattamento di Namárië, per il quale Tolkien aveva in mente altro. Per dare un'idea al compositore di quello che volesse, lo scrittore canticchiò quindi una melodia su cui poi Swann costruì la versione finale della canzone.
Nel mese di giugno, Gioia Hill, una dipendente della Allen & Unwin incarica di occuparsi della gestione dei diritti d'autore dell'opera di Tolkien, presentò a Donald Swann il baritono William Elvin. Swann ritenne che la voce di Elvin si adattasse perfettamente alle canzoni e lo stesso Tolkien disse di giudicare il cognome del baritono, "Elvin", di buon auspicio. Il duo rappresentò il ciclo di canzoni più volte nel corso del 1965 e del 1966, ad esempio il 23 marzo 1966, in occasione del ricevimento dato dal Merton College per festeggiare le nozze d'oro di Tolkien.
The Road Goes Ever On fu quindi pubblicato negli Stati Uniti d'America il 31 ottobre 1967 dalla Houghton Mifflin, mentre, nel marzo dell'anno successivo, la Allen & Unwin lo pubblicò nel Regno Unito. In occasione del lancio britannico si tenne anche un ricevimento presso la Crosby Hall nel quartiere londinese di Chelsea, nel corso del quale Donald Swann e William Elvin interpretarono il ciclo davanti alle telecamere della BBC, mentre Tolkien evitò accuratamente i giornalisti in cerca di interviste.
Nell'ottobre 1969, poi, la casa editrice americana Ballantine Books pubblicò il libro in formato brossura.

### Edizioni
Nella prima edizione, quella del 31 ottobre 1967, erano stati inseriti i primi sei brani composti da Swann, con in più il brano A Elbereth Gilthoniel, estratto sempre da Il Signore degli Anelli, e il brano Il Cavaliere Errante, estratto da Le Avventure di Tom Bombadil, composto ovviamente sempre da Swann.
La seconda edizione di The Road Goes Ever On è stata pubblicata nel 1978. Rispetto alla prima, essa includeva una nuova versione della prefazione di Donald Swann e un nuovo pezzo, L'ultima canzone di Bilbo, composto da Swann dopo la morte di Tolkien, nel 1973, che fu pubblicato anche separatamente.
La terza edizione, pubblicata nell'ottobre 1993 in Germania alla casa editrice di Amburgo Olaf Hille Buchverlag, include un altro brano in più: Lúthien Tinúviel, tratto dal Silmarillion. Nel 2002 la HarperCollins ha ristampato questa terza edizione con annesso un CD, unendo le registrazioni del 1967 (senza però le letture di Tolkien) e i due brani supplementari eseguiti da Swann, Elvin e Clive McCrombie.

## Registrazioni
Il ciclo di canzoni è stato registrato il 12 giugno 1967 da Donald Swann e William Elvin per una pubblicazione in 33 giri che venne lanciata nell'autunno dello stesso anno con il titolo Poems and Songs of Middle Earth. Il primo lato del disco comprendeva cinque brani tratti da Le Avventure di Tom Bombadil più A Elbereth Gilthoniel, mentre nel secondo lato era contenuta la registrazione del ciclo di canzoni.

## Brani

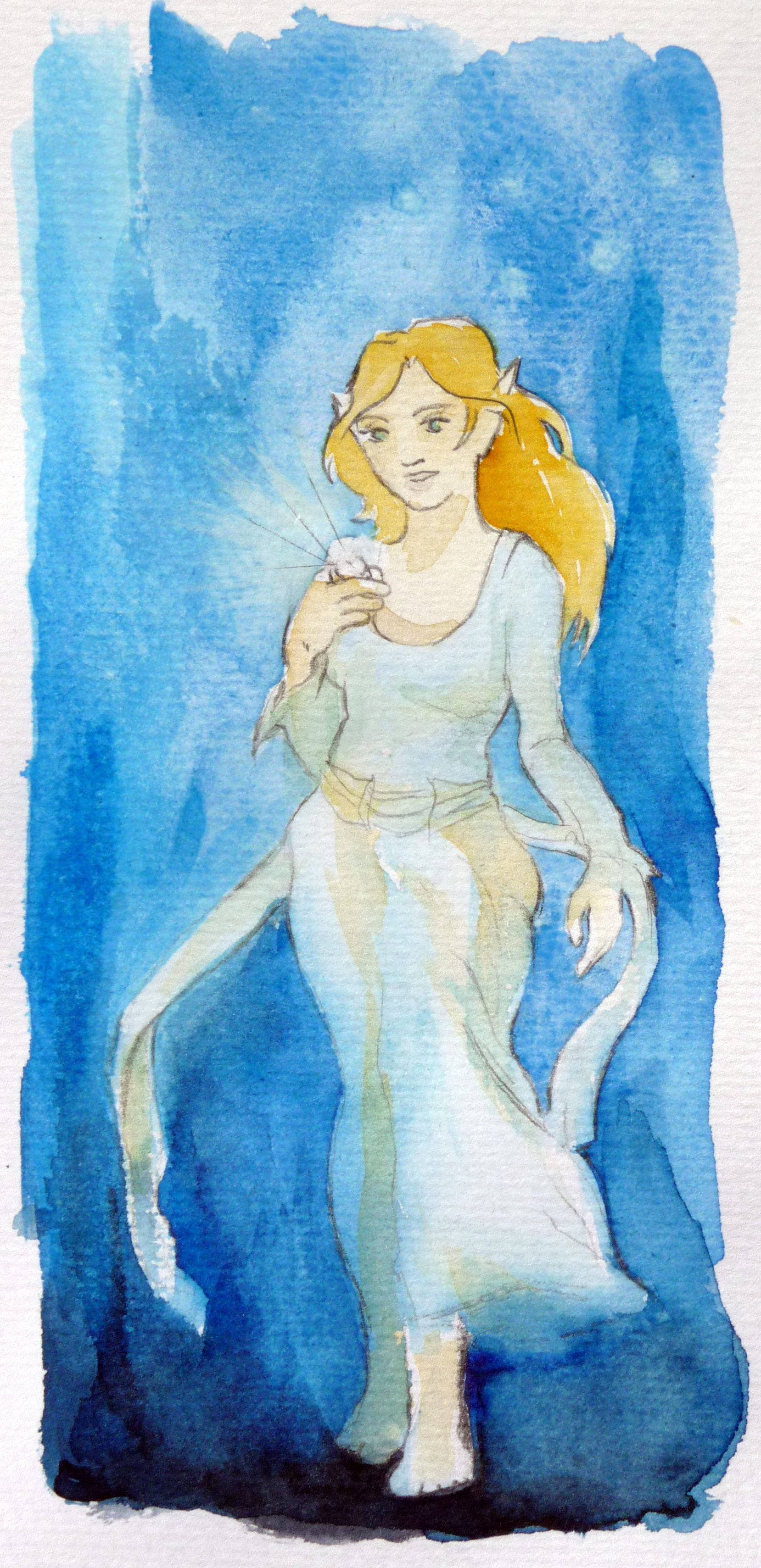
Galadriel, è lei che, ne Il Signore degli Anelli, recita la poesia Namárië.

Il ciclo originale comprende otto canzoni, indicate a volte con un verso, di solito quello iniziale, e non con il titolo:
1. "The Road Goes Ever On". Da Il Signore degli Anelli vol. 1, La Compagnia dell'Anello, Libro 1, Capitolo 1 ("Una festa a lungo attesa") e Capitolo 3 ("In tre si è in compagnia").
2. "Upon the Hearth the Fire Is Red". Da Il Signore degli Anelli vol. 1, La Compagnia dell'Anello, Libro 1, Capitolo 3 ("In tre si è in compagnia").
3. "In the Willow-meads of Tasarinan". Da Il Signore degli Anelli vol. 2, Le due torri, Libro 3, Capitolo 4 ("Barbalbero").
4. "In Western Lands". Da Il Signore degli Anelli vol. 3, Il ritorno del re, Libro 6, Capitolo 1 ("La torre di Cirith Ungol").
5. "Namárië". Da Il Signore degli Anelli vol. 1, La Compagnia dell'Anello, Libro 2, Capitolo 8 ("Addio a Lórien").
6. "I Sit beside the Fire". Da Il Signore degli Anelli vol. 1, La Compagnia dell'Anello, Libro 2, Capitolo 3 ("L'Anello va a sud")
7. "A Elbereth Gilthoniel", da Il Signore degli Anelli vol. 1, La Compagnia dell'Anello, Libro 2, Capitolo 1 ("Molti incontri").
8. "Errantry". Da Le Avventure di Tom Bombadil.

Dopo la prima edizione furono, come detto, aggiunte altre due canzoni, che non sono però ritenute far parte del ciclo:
1. "Bilbo's Last Song". Donata a Donald Swann dopo la morte di Tolkien.
2. "Lúthien Tinúviel". Da Il Silmarillion, Capitolo 19 ("Beren e Lúthien"). Solo nella terza edizione del libro.

## Critica e analisi

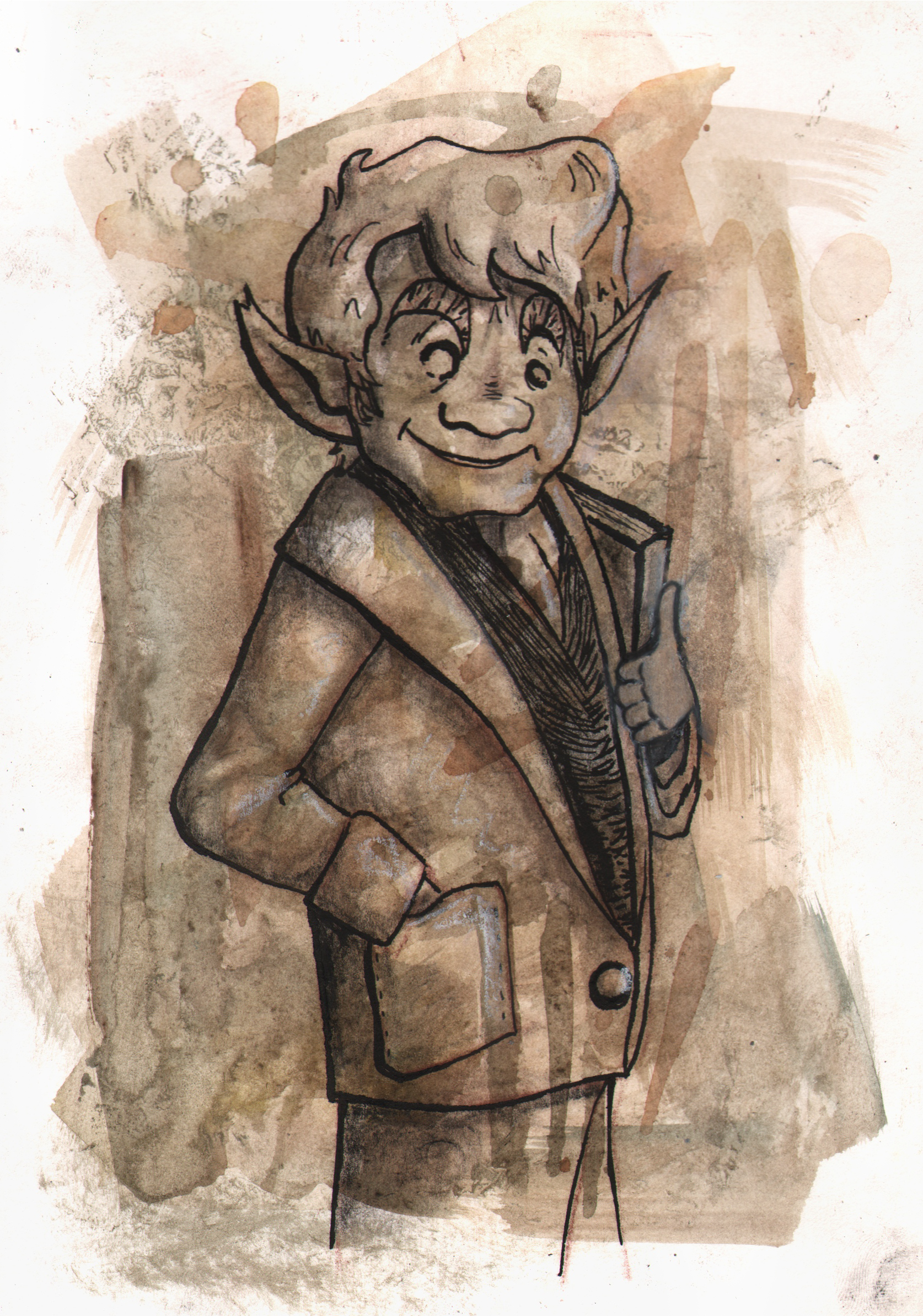
L'hobbit Bilbo Baggins, autore, nella finzione, delle canzoni The Road Goes Ever On, Upon the Hearth the Fire is Red, I Sit Beside the Fire e Errantry.

La maggior parte dei pezzi scritti da Donald Swann ricordano la musica tradizionale britannica o la musica folk. La loro semplice struttura corrisponde al carattere rustico degli hobbit, autori presunti di gran parte delle poesie del ciclo. Così, ad esempio, In Western Lands, cantato da Samvise Gamgee, appare in una semplice melodia in fa maggiore che rappresenta la semplice visione della felicità del suo autore.
Assieme alle due poesie in lingua elfica, In the Willow-meads of Tasarinan è l'unico brano non di origine hobbit: esso è infatti recitato dall'Ent Barbalbero ne Le due torri e la melodia di Swann, in re minore, è stata creata proprio per riflettere la determinazione e il carattere del vecchio "pastore di alberi".
Secondo David Bratman, The Road Goes Ever On e ancor di più Namárië, riflettono chiaramente l'importanza della musica nel lavoro di Tolkien. La melodia di Namárië, infatti, sembra molto simile a quella che Tolkien aveva cantato per l'amico George Sayer nel 1952: Swann si limitò infatti solo ad aggiungere un'introduzione strumentale, un interludio e una  coda. La scelta del canto gregoriano per rappresentare la musica elfica può essere intesa come una scelta atta a indicare la prossimità al divino. Sempre secondo Bratman, nel resto del ciclo, Swann non tenta di scrivere autentica musica della Terra di Mezzo, ma solo canzoni moderne sul pianoforte.
Oltre alle partiture di Donald Swann, The Road Goes Ever On comprende anche, in appendice, due poesie in calligrafia tengwar: Namárië, scritta in quenya, e A Elbereth Gilthoniel, scritta in sindarin. Assieme alle due poesie realizzate da Tolkien, ci sono poi le loro traduzioni, le loro indicazioni prosodiche e i loro glossari, scritti sempre da Tolkien. Se il significato di Namárië era già stato chiarimento spiegato ne Il Signore degli Anelli, questo non vale per A Elbereth Gilthoniel, che è quindi rimasta indecifrabile per i lettori per più di dieci anni. Secondo Estelle Jorgensen, professoressa di educazione musicale all'Università dell'Indiana, le annotazioni di Tolkien rendono The Road Goes Ever On un lavoro cruciale nello studio delle lingue della Terra di Mezzo; esso è infatti, assieme a Il Signore degli Anelli, una delle due fonti principali riguardanti questo tema apparse durante la vita dello scrittore britannico.